# 戦国IXA
戦国IXA（せんごくいくさ）とはヤフーとスクウェア・エニックスが共同運営しているブラウザゲームである。開発会社は『ブラウザ三国志』と同じONE-UP。操作性・ゲーム性の異なる関連作品『戦国IXA 千万の覇者』については該当項目参照。
2010年8月2日〜現在

## 概要
プレイヤーが大名配下の城主となって、自分の領地の内政や、他大名配下城主との合戦などを行うシミュレーションゲームである。
基本料金は無料で、アイテム課金制度を導入している。登録に手間がかからないことが特徴で、Yahoo! JAPANのIDを持っていれば誰でも参加できる。
ゲーム内では戦国時代を再現しているが、具体的な地名や地形などは登場せず、合戦時に「○○国の合戦」と表示される程度だ。
プレーヤーは12か国（「章」という区切りによって国は異なる）の中から所属国を選ぶ。
所属国ごとに特徴や特典などは存在しない。
2016年11月29日現在、大名として一度でも登場したことのある国（大名家）は、最上、上杉、武田、北条、織田、徳川、浅井、足利、毛利、長宗我部、大友、島津、伊達、豊臣、石田、黒田、今川、真田、明智、鈴木、福島、宇喜多、加藤、佐竹、前田、柴田、龍造寺、斎藤、三好、尼子、小早川、立花、里見、相馬、南部、朝倉、大内、安東、蒲生、小田、村上、相良、蘆名、真田、直江、太田、大谷、松永、鍋島、一条、北畠、里見、有馬、本多、藤堂、森、九鬼、竹中、前田、蜂須賀、堀、九戸、井伊、細川、水野、山内の計66か国。
一章では上記の32大名のうち最上から島津までの12か国が選択可能で、二章では浅井・大友が外れて新たに伊達と豊臣が登場、といった具合に章ごとに大殿（大名）が入れ替わる。また、同じ大名家でも、大名の世継ぎ交代や時代返り交代によって大殿が変わる場合もある（例　上杉家で上杉謙信から上杉景勝に世継ぎ交代、逆に景勝から謙信に時代返り交代）。また豊臣家と羽柴家、徳川家と松平家、上杉家と長尾家など同一人物でも複数の名前で大名となっている武将もいる。ねね、本願寺顕如、尚寧王など武将ではない大殿も存在する。
2010年8月2日より、サービスが開始され、徐々にサーバー（ワールド）数が増加しており、2016年6月11日現在ワールド61まで稼働している。
2011年6月1日より、ハンゲームでサービスが開始された。ワールドはYahoo!のものと異なる。
2011年12月1日より、mixiにてサービス開始。ワールドはYahoo!のものと異なる。
2016年11月29日現在、ゲームは最低でも十二章まで、一部のサーバーでは十三章まで進んでいる。十二章では、伊達、上杉、徳川、石田、長宗我部、島津、真田、福島、宇喜多、加藤、小早川、立花、の12か国から十三章では、相馬、里見、北条、武田、柴田、徳川、織田、明智、豊臣、長宗我部、毛利、島津の12か国から、それぞれ所属国を選べる。
2017年5月から順次14章へ
2018年一月から15章
2018年8月から16章　そしてハンゲーム,mixi,yahooなどといったプラットホームごとに分かれていたチャンネルを統一　全プラットホーム共通チャンネルとなった
2019年2月から17章
2019年8月から18章
2020年2月から19章　
2020年8月から20章　10周年を迎える
以降毎年2、8月に刷新され2023年2月現在25章となっている。　

## 内政
いわゆる箱庭ゲームのシステムで、資源タイルの隣に採取施設を設置することで資源を得ることができる。手本としたブラウザ三国志と違い、兵士が常に兵糧を消費しないためいわゆる「糧村」の意味合いが大きく変わってきていることも特徴である。施設を建設すると、その施設を維持するための「人口」が増える。施設ごとに維持に必要な人口は異なる。人口は、施設をレベルアップさせるとさらに増加する。人口の分だけ糧を消費する。人口の増加は、資源生産量の増加（＝兵生産力の上昇）を意味するので基本的にはいいことだが、城などが陥落した際に相手に与える「戦功」も増えてしまう。
また、「秘境探索」という項目も存在する。部隊編成した武将を秘境へ探索へ出し、一定時間すると資源・銅銭（ゲーム内通貨）・城主経験値・武将経験値を持ち帰る。だが失敗することもある。また、秘境兵と呼ばれるNPCの使う敵兵を獲得できる秘境もある。開始初期はこの秘境探索による資源回収・経験値取得が重要だ。
プレーヤーは秘境探索や合戦報酬などで城主経験値を取得でき、それが一定の値に達すると城主レベルが上昇する。一定の城主レベルに達すると所持できる「所領」の数が増えていき、各施設の最大建設レベルも上昇する。
プレーヤーが最初から持っている拠点を「本領」といい、2番目以降の拠点を「所領」という。プレーヤーは、最大で6つの所領を所持できる。24章より所領の内政をする必要がなくなった。
開拓地
所領予定地。空き地に「開拓攻撃」をして勝利すると開拓地になる。開拓地に中心施設（支城or村落）を建設することで所領になる。なお、開拓地は同時に1つまでしか持てず、防衛戦が始まると自動で破棄される(攻撃戦なら問題ない)。防衛戦中は、開拓攻撃はできない。
支城・村落
後述。

### 施設の名前
本丸
最初から用意されている。本領の中心施設であり文字通り自分の本拠地。最大でLv20。
天守
本領の城郭にのみ建設可能な施設で本領の耐久力や防御力を向上させることができる。最大でLv10。本丸Lv10が建設条件。
支城
本領の本丸にあたる所領の中心施設。本領には建設できない。本丸ほどではないが高い耐久力をもち、天守ほどではないが防御力もある。最大でLv15。村落とは異なり本丸のLvに関係なく建設できる。
兵の生産などをすることができる。
村落
支城と同様、所領の中心施設。本領には建設できない。耐久力が低く合戦では陥落しやすいが、代わりに資源の生産力を高める機能を持つ。最大でLv15。本領Lv5が建設条件である。資源生産量や資源の上限値が増加する。
木工所・伐採所
木の資源を増やす施設。森林の隣にのみ建設できる。Lv11で木工所から伐採所に変化し、最大でLv20。
機織り場・機織り工房
綿の資源を増やす施設。綿花の隣にのみ建設できる。Lv11で機織り場から機織り工房に変化し、最大でLv20。
たたら場・高殿
鉄の資源を増やす施設。鉄鉱山の隣にのみ建設できる。Lv11でたたら場から高殿に変化し、最大でLv20。
水田・棚田
糧の資源を増やす施設。Lv11で水田から棚田に変化し、最大でLv20。
釣り堀
糧の資源を増やす施設。池の隣にのみ建設できる。水田・棚田よりも、建設コストはかかるがレベル１での資源の供給量は多い。資源が少ない時の代用に。最大でレベル15。(24章から廃止)
供給率上昇施設（山林奉行所、大舎人座、鉄穴流し、水車）
それぞれ所領内の木、綿、鉄、糧の生産量を高める施設。それぞれすべての所領に1つずつしか建設できない（つまり、水車を村Aに建てた場合、他の村に水車を建てることはできず、他の3施設は村Aには建設できないが、他の村には建設できる）。また、支城には建設できない。
（24章から廃止）
蔵
保存できる資源を増やす施設。最大でLv20。（24章から最大Lv10）
長屋　
待機できる兵士数を増やす施設。最大でLv10。　（15章から廃止）
陣屋
長屋の上位互換施設。最大でLv10。蔵Lv10が建設条件。
足軽兵舎
槍兵科（足軽、長槍足軽、武士）を訓練させる施設。最大でLv15。
弓兵舎
弓兵科（弓足軽、長弓兵、弓騎馬）を訓練させる施設。最大でLv15。
厩舎
騎馬兵科（騎馬兵、精鋭騎馬、赤備え）を訓練させる施設。最大でLv15。
兵器鍛冶
兵器兵科（破城槌、攻城櫓、穴太衆、焙烙火矢、鉄砲足軽、騎馬鉄砲、大筒兵）を訓練する施設。最大でLv15。学舎Lv1が建設条件。
学舎
本領にのみ建設できる。新しい兵種を研究する施設。最大でLv5。長屋Lv3が建設条件。
教会・寺
本領及び各所領に1つずつ建設できる。名声を増やす施設。ひとつ建てるごとに最大名声が10増え、名声の回復速度も新規建設やレベルアップのたびに1％ずつ上がる。食料を寄進して名声が即座に回復する「施し」を行うことができる（ただし、施しを行うごとに必要な食糧が増え、便利機能を使わなければ初期化できない）。最大でLv10。本丸（所領では支城or村落）Lv5が建設条件。教会と寺は、どちらか一方しか建てられない。なお、教会と寺に性能の違いはない。
市
資源の交換や借り入れや銅銭を生産する施設。最大でLv10。蔵Lv5が建設条件。

## 武将・兵士

### 武将（武将カード）について
武将（武将カード）は、兵を率いて戦闘を行う。
武将カードは、部隊編成画面で「(デッキ)」に配置（セット）されて初めて戦闘などを行うことができる。
HPが最大値になっていない武将や、兵を率いていない武将は部隊に配置できない（武将カード自体は兵士を持たない）。
新規部隊の「部隊長」として、または既存部隊の「小隊長」としてデッキに配置する。
1つの部隊には最大4人（部隊長1人と小隊長3人）の武将が配置でき、通常部隊は最大で6部隊作成できる。
ただし、「デッキコスト」という、デッキに配置されている全武将の累計コストがあり、その上限は35(便利機能を使えば上限は50)で、コスト残量が足りない場合武将を部隊に配置できない。
「加勢専用部隊」という、盟主を含む同盟員や本領or出城に近い同国他同盟城主の本領、所領、出城への加勢のみに使える部隊も2部隊あり、加勢専用部隊の武将のコストは通常部隊のデッキコストには含まれず、加勢専用部隊のデッキコストにも制限はない。
また、敵の攻撃を着弾前に迎撃する「強襲専用部隊」も1部隊あり、この部隊のコストもやはり通常のデッキコストには含まれないが、コストは12コストまでの制限があり、その代わり率いる兵士の攻撃力が1.25倍になる。
20章より本丸防衛陣が実装され、出城や本領での防御戦闘専用の部隊となる。コスト上限は50。
武将カードには以下のステータス（固有能力値）がある。
- レアリティ　カードには貴重な順に「傑」「天」「極」「特」「上」「序」というレアリティの序列があり、貴重なレアリティほど強力な武将カードである。他に、特殊なレアリティとして、「童」「祝」「雅」「化」が存在。
- コスト　カードを部隊にセットするのに必要なコスト。
- レベル・ランク　武将の強さを表す数値で、これが高いほど強い武将カード。レベルが上がると「攻撃力」「防御力」「兵法」の値を上げることができ（ちなみにIXAでは「バランス振り」は非推奨）、ランクが上がると任意の「適性」を1段階上げられる。初期段階はランク0・レベル0。武将経験値の蓄積によってレベルが最大の20に上がるとランクアップできるようになり、ランクアップするとランク1・レベル0になる。ランク1以降もランク0の時と同様。レベル・ランクがカンストに達した「ランク5・レベル20」の武将をランクアップさせると「限界突破」となり、限界突破させた童もしくは極を素材にランクアップすると極限突破となる。22章から極限突破させた童や天を素材とすることで天限突破することができるようになった。
- 攻撃力　武将の攻撃力を表す数値。攻撃時にこの値が高いほど、部隊の攻撃力が上昇。
- 防御力　武将の防御力を表す数値。防御時にこの値が高いほど、部隊の防御力が上昇。
- 兵法　武将が持つ「スキル」の発動率に影響する数値。この値が高いほど、スキルの発動率が上昇。
- スキル　その武将が持つ特殊能力で、条件が合致しているときにスキルごとに固有の確率で発動する(例　攻撃時に発動するスキルは防御時には絶対に発動しない)。限界突破までの武将は、最大3つのスキルを持てる（初期段階はスキルは1つだけ）。17章以降は新たに実装された極限スキルにより極限突破した武将はさらにもう一つスキルを持てるようになった。また極限スキルは効果が通常スキルと比べ1.2倍となる。前述の通り武将の兵法値が発動率に影響する。スキルを発動した武将がスキル対象外の兵士を率いていてはスキル効果の対象外であるが、同部隊内の他のカードが対象の兵士を率いている場合は波及効果を持つ。
- 指揮兵数　武将の最大指揮兵数。
- HP　戦闘でこの値が0になると部隊から外れてしまう。
- 統率（兵種適性） 武将の各兵種の適性を表す数値（前述の通り武将自体は兵士を持たないため、任意で搭載される兵種に対する適性やスキルの対象兵種か否かにより能力が上下する）。適性の高い順にXXX、XX、X、SSS、SS、S、A、B、C、D、E、Fの12段階がある。XXXで兵士能力値の140％の能力を引き出し、その後は5％刻みで適性が下がっていく（XXで130％、Xで125％、Fで80％）。また、武将自身の攻撃力と防御力にも影響する(槍A攻撃力500の武将に足軽を任せると武将自身の攻撃力も105％の525となる)。

2つの統率が影響する場合は、2つの統率の平均値が適用される(槍A馬Bの武将に赤備えを任せたときは(105+100)/2=102.5％となる)。
- 討伐ゲージ 時間とともに上昇するボーナス値。この値に応じて敵兵を倒した時に得られる武将経験値などが増加。対NPC戦闘や秘境探索をすることで減少し、放置しておけば時間とともに最大値まで回復する。
- 職業　武将カードの種別を意味し、それぞれの職業に特徴がある。武将、剣豪、忍者、姫、文化人、覇、童、医者が存在。

入手手段は「戦国くじ」を引くか、「取引」（トレード）を使って他のプレイヤーが出品したカードを入札方式で落札するかの2通りである（イベントなどで武将カードが配布されることもある）。

#### 戦国くじ
他のゲームにおける「ガチャ」に相当する。戦国くじはゲーム内通貨である「銅銭」を使う「白くじ」、リアルマネーで購入する「金」を使う「課金くじ」（「銀くじ」「金くじ」）、合戦報酬などにより入手できる各種チケットで引ける「スペシャルくじ」（「火くじ」「炎くじ」「戦くじ」）、厳密にはスペシャルくじだが、「天下チケット」という極めて入手できる機会の少ないチケットが必要な「天下くじ」「天上くじ」があり、さらには期間限定の特別なくじもある。「天下チケット」の入手機会は、昔は「刷新報酬（リセット報酬）」のみだったが、「東西戦」の報酬でも入手できるようになり、9章からは「天下の片鱗」が導入されて（天下の片鱗1枚＝天下チケット0.1枚）、それが合戦報酬や「影武者」討伐の報酬などで手に入るようになったため、天下チケット入手のハードルは以前より低くなった。
くじごとに入手できるカードのレアリティが決まっているが、カードの入手確率はランダム設定となっている。
- 白くじ

「銅銭500」で1回引くことができる。「序」「上」「特」の武将が当たる。最も手軽なくじ。
- 銀くじ

「金300」で1回引くことができる。「序」「上」「特」「極」「天」の武将が当たる。取引で銅銭に換金しやすいランクアップ合成素材が当たる確率が高い。
- 金くじ

「金600」で1回引くことができる。「上」「特」「極」「天」「傑」の武将が当たる。「極」「天」が当たる確率が銀くじよりも高い。
- 火くじ

「火チケット1枚」で1回引くことができる。「上」「特」「極」の武将が当たる。　現在新規配布はない
- 炎くじ

「炎チケット1枚」で1回引くことができる。「上」「特」「極」の武将が当たる。火くじよりも「特」「極」が当たる確率が高い。　現在新規配布はない
- 戦くじ

「戦チケット1枚」で1回引くことができる。「上」「特」「極」「天」「童」の武将が当たる。
- 天下くじ

「天下チケット3枚」で1回引くことができる。「極」「天」の武将が当たる。　天はその期の通常天のみ
- 天上くじ

「天下チケット10枚」で1回引くことができる。「極」「天」の武将が当たる。天武将が当たる確率が最も高い。　天はその期の通常天及び　前期までの覇数種類

### 兵士について
兵士は、武将に率いられて戦闘を行う。「兵科」と「兵種」によって、戦闘時の得手不得手やステータスに違いがある。

#### 兵科
兵士の4つの大きなカテゴリーのこと。槍兵科、弓兵科、騎馬兵科、兵器兵科が存在する。いわゆる「三すくみ」を形成していて、槍兵は騎兵に強く、騎兵は弓兵に強く、弓兵は槍兵に強い。かつては兵器兵科は三すくみに含まれなかったが、現在は後述する鉄砲足軽、焙烙火矢、騎馬鉄砲はそれぞれ槍、弓、馬と同じ属性を持つ。その他の兵器兵科は、防御時には相性の有利不利はないが、攻撃時は槍弓馬すべての属性にやや有利になる。

#### 兵種
各兵科ごとの兵士の種類のこと。
槍兵科
槍兵。足軽、長槍足軽、武士、国人衆の4兵種が存在する。
弓兵科
弓兵。弓足軽、長弓兵、弓騎馬、海賊衆の4兵種が存在する。
騎馬兵科
騎兵。騎馬兵、精鋭騎馬、赤備え、母衣衆の4兵種が存在する。
兵器兵科
攻城兵器系(器)と鉄砲系(砲)に分かれる。器には破城槌、攻城櫓、穴太衆、大筒兵の４兵種が、砲には焙烙火矢（弓扱い）、鉄砲足軽（槍扱い）、騎馬鉄砲（馬扱い）、雑賀衆の4兵種が存在する。
初期の兵種は、足軽、弓足軽、騎馬兵の「下級兵」のみだが、学舎で研究をすることで「中級兵」の長槍足軽、長弓兵、精鋭騎馬や、「上位兵」の武士、弓騎馬、赤備え、そして兵器兵科の破城鎚、攻城櫓、穴太衆、焙烙火矢、鉄砲足軽、騎馬鉄砲、大筒兵が生産できる。
兵士は、前述した各練兵施設で資源を消費して作成でき、クエストなどの報酬や「秘境大殿」討伐時の兵補充として入手することもできる。また、特定の秘境探索を行う事で秘境兵（国人衆、海賊衆、母衣衆、雑賀衆）を獲得（参加部隊内の兵と交換）できることもある。
待機兵士数には上限があり、長屋・陣屋の建設・レベルアップで増やすことができる。クエスト等による兵士の獲得・補充の場合は上限を超えても問題ないが、上限を超えて（あるいは超えた状態で）兵士を作成することはできない。

## 合戦
このゲームのメインとなっているシステムで、発表期間（1日）→合戦準備期間（0.5日）→合戦期間（1.5日）→休戦期間（2日）の5日のスパンで組まれており、合戦を行うごとに開催する曜日は一つずつ手前に来ることになる。
発表期間（1日）
6章より総当たり方式に変更された(総当たり戦が終了した場合、ランダムマッチとなる)ため、各国の城主による投票で対戦相手を決めていた5章までと違い、自動的に決まった対戦相手が発表されるだけである。
合戦準備期間（0.5日、午前10時〜合戦開始時）
合戦準備（出城を作成（攻撃時）、陣を張り攻撃拠点を作成、同盟員などへの加勢）に費やす期間。防衛戦の場合、この期間は領地を得ることができない。
合戦期間（1.5日、1日目・午後7時〜翌午前1時　2日目・午前10時～翌午前1時）
敵の拠点を攻め落とし、得られる「戦功」を競う。午前2時から10時は休戦期間。
陣と領地からは資源パネル1につき一時間に10資源がはいる。合戦準備期間には、領地は作れず、陣のみだが、翌日10時から合戦期間になり、陣を破壊されると50戦功がとられてしまう。
終戦時に戦功が多い国が戦勝国となる。勝利すれば威信ポイントを二つ、負けても威信ポイントを一つもらえる。合戦の報酬として、銅銭、戦国くじのチケット、城主経験値を得ることができる。
休戦期間中の陣張りや領地獲得は可能。
休戦期間（2日）
合戦にかかわることは一切起きない期間。この間に兵士の回復や内政の拡充を行う。
ノック
ノック優先権の事であり、ハイエナ行為防止の為にある
合戦中
敵（他国のプレイヤー）の所領、出城や陣を攻撃して陥落させたり、攻撃に対して防御したりして戦功やポイントを稼ぎます。
攻撃国は本領、所領を陥落させると、人口分の戦功を得ることができる（獲得戦功の上限あり）。
防御側は出城を陥落させて、4000を上限として総人口と同数の戦功を得ることができる。
合戦に勝利し、なおかつ戦功で高い順位を得れば、特殊な戦国くじのチケット(前述の戦や天下の片鱗)をより多くもらうことができる。

## 同盟
同じ国に属する複数の城主が集まって、一つの集団を形成することができる。
その集団の事を同盟という。
各国内のプレーヤーのグループ。
ゲーム開始時は1人のみの同盟で（本人が盟主）、自同盟の同盟員を募集したり他同盟に加入する事によって複数人の同盟となる。他城主と同盟を組まず「ソロ活動」をすることも可能で、銅銭稼ぎなどの理由でソロ活動をする城主もいる。
同盟に資源を貢ぐ事により同盟レベルが上がり、そのレベルにそって最大加入可能人数が決まる。
盟主1人・補佐2人(最大4人)の幹部の設定が可能。盟主は必須だが補佐の任命は任意である。役職の入れ替えが可能である。
同盟に加入すると下記の事が出来るようになる。
- ゲーム内の「同盟チャット」による通信
- 合戦時の合流攻撃、同盟員の城などへの加勢や同盟員からの加勢
- 「同盟金山」（同盟員全員の兵士訓練コストが安くなる「宝物」というアイテムを入手することが目的。銅銭や天下の片鱗が出ることもある）の発掘

また、同盟同士の合併や他同盟への移籍（一旦独立した後に他同盟に参加）も可能である。

## 便利機能
『戦国IXA』ではリアルマネーを払って得る「金」を使っていろいろな便利機能を使うことができる。建設や研究をすぐに終わらせたり、「課金くじ」と呼ばれる、他よりレアリティの高いカードを手に入れやすいくじ（前述の銀くじと金くじ）を引くことができたりする。
金はYahooウォレットや電子マネーで購入できる。

## 問題とその対策
「戦国IXA」はWebMoney Awardグランプリを2011年から2年連続で受賞するなど、日本発のブラウザゲームとしては最も成功した部類に入ると言える。が、人気があることに由来するものを含め、様々な問題点も多い。
放置城
放置城とは、プレイヤーが飽きた等の理由で『戦国IXA』をプレイしなくなった際、ゲームデータの削除をしなかったために消去されずに残ってしまった城のことをいう。放置城は合戦時の防御番には簡単に陥落してしまうので相手の戦功ポイントになるだけとの批判がある。
これに対し人口が8人未満の城で、10日以上ログインしていない場合、削除対象になるというシステムを導入したが、人口が100以上になってから放置された城も多い。
国の格差
これは織田、上杉、武田といった人気のある国と大友、足利等のマイナーな国で総戦功や人数バランスなどの差が開きすぎてしまうという問題である。勝利数でも上位国は約8割から9割なのに対し下位国は2割程度ということもある。
運営側もこの状況を憂慮し、12ヶ国がそれぞれ攻撃側と防御側にわかれて6組の合戦が発生していたシステムを「下位4ヶ国の内9位と12位、10位と11位がそれぞれ連合し8位以上の国に必ず宣戦布告ができる」というシステムに変更した。それを受ける側は1ヵ国なので1国対2国という合戦になり、連合から宣戦布告されなかった国は通常通りの1対1の合戦になる。これにより下位国も着々と勝ち星を重ねるようになったが、これにも、圧倒的に防御側が有利な環境の場合、攻撃側で負けが続き、一回連合国に落ちてしまうと脱出するのが難しくなってしまう事や、援軍国（11位・12位）が、合戦への同意票が得られない事などの問題を抱えていた。
上記の問題に対し、2012年10月18日より順次、刷新時にオートマッチングシステムが実装されることとなった。
RMT業者
アカウントを新規作成してクエストをクリアしていくとある程度の銅銭が貰えるため、RMT業者の銅銭供給のための城主アカウントが上限まで大量に作成され、ほとんどのワールドで新規ユーザーが登録できないという異常事態に陥っている。定期的に業者アカウントの削除を行っているものの、削除した傍から新規アカウントが作成されるために、いたちごっこになっている。
特に2013年に入ってからはこの傾向がさらに顕著になり、ワールドの刷新と同時に業者アカウントによって国が埋め尽くされ、刷新日の次の日には新規登録ができなくなるという惨状を呈している。その上、RMT業者から多額の銅銭を入手したプレイヤーの存在がゲーム内の武将カード価格のインフレを起こす原因になり、正当な方法でゲームを楽しんでいるプレイヤーには上位レアリティのカードを落札するのが難しくなっている。2013年6月現在、未だ有効な対策は行われていない。
2023年8月の刷新に伴い新規プレイヤーは前述の金くじを100連する事ができるようになった。本来は新規プレイヤーが気軽に合成や合戦を楽しむためのものだったが、このシステムもRMT業者に悪用されてしまう事態となった
サーバーの負荷
特に合戦日が休日に重なった場合など、同時に参加するユーザーが増えたときにサーバーの負荷が増大し、部隊が配置できない、巻き戻りが起こるなどプレイに重大な支障をきたすような状態になることがしばしば起きている。定期的にサーバーの増強を行っているという告知があるもののほとんど改善はされていない。
くじ確率の低さ
最高レアリティである「天」武将の当選確率が1％以下のため、入手するために課金くじをひく場合は期待値的には1回600円の金くじを100回以上ひく必要がある。
2012年のいわゆるコンプガチャ問題以降、多くのガチャゲームがくじ確率を表記するようになったのに対し、戦国IXAでは長い間くじの確率は明記されていなかったが（上記の天が1％以下というのもあくまでプレイヤー間の情報交換等による定説であり、公式な発表では無い）、2016年6月のアップデートで課金くじの当選確率が公表された。
公表されたデータによると、1回600円の金くじでの「天」武将の当選確率は1.2%、「極」武将の当選確率は4%、「特」武将の当選確率は36.2%で、「天」武将は期待値として50,000円に1枚という計算になり、現在排出されている15枚の「天」カードの中から目当てのカードを引く場合、期待値としては75万円近い課金が必要になる。「極」のシクレカードに至っては当選確率が0.02%で、これを引き当てるためには期待値で300万円の課金が必要で、同種のゲームの有料ガチャに比べても極めて低い当選確率に設定されている。
さらに「傑」のカードは1枚当たり0.008％つまり12500分の１と期待値的には750万と趣味の範疇を超えていると考えられる。
合成成功率の低さと削除金の問題
カード強化のためにはスキルを追加する必要があるが、スキルの追加成功率が低い上にかつては不要なスキルがついた場合は削除に金が必要というペナルティもあったため、ユーザーの不満点の一つになっていた。これに対しては現在スキル入れ替え制度が実装されて不要なスキルを他のスキルと入れ替えられるようになったため、削除金は事実上廃止されたほか、合成用カードを追加スロットに2枚同時に挿入することで合成成功率を上げることも可能になっている。
陣被りの問題
城などの拠点以外では陣からしか部隊を出陣させることができないため、合戦に参加したければ合戦準備期間中に盟主・同盟員や敵城主の拠点の近くなどに陣を張らなければならない。ところが、遠方に陣を張る場合は片道数時間以上かかることも多いにも関わらず、出陣中に目当ての座標に他の城主が先に陣を張ってしまった場合は、陣を張れないうえに出陣のキャンセルもできず、陣張り部隊が往復して帰還するまで待たなければいけないという仕様である。
2016年現在、陣被り防止策として、他の城主が先に陣張りをしている場合には警告が出る。また、昔と比べて陣張り速度が大幅に上昇し、多くのプレイヤーは速度武将を鍛えているたため、現在では問題になることはあまりない。
2022年12月より一部のカードの効果により味方の陣を破壊し自身のものとする事が可能となったが更なるトラブルの原因となった。
藤堂問題
2015年8月2日に追加されたカード「極・藤堂高虎」（現在は排出停止）のスキル「普請（天下普請）」が、攻撃で倒した兵の数に応じて合流参加者全員が銅銭を獲得できるというものであったため、同カード所持者が複数いる同盟では一合戦で数十万銅銭を獲得することが可能になり、一握りのプレイヤーとその他の大多数との間に絶望的な銅銭格差が生まれるという問題が発生している。
同カードを利用した談合行為なども行われているにも関わらず、2016年5月10日現在、有効な対策は行われていない。
吉乃問題
2016年4月5日に追加されたカード「極・吉乃」が、吉乃のいる拠点を攻撃した敵部隊の帰還時間を確率で遅延させる(スキルレベル10で2倍で、最大10倍まで効果が重複する。出城の攻撃時などは通常でも帰還に10分以上かかることも多いが、それが最大で10倍になる)という、ゲームの利便性を著しく悪化させる初期スキルを持っていて、遅延を回避するためには吉乃のスキルが発動するたびに80金(=80円)払って便利機能の「部隊の即時帰還」を使うしかないため、大半のプレイヤーのプレイ意欲をそいでしまった問題。
これに対し、吉乃は2016年6月6日をもって排出停止されたが、すでに大量の吉乃が出回っているため、遅きに失した排出停止であった。
津田問題
前出の藤堂高虎の上位互換が追加されたことにより、銅銭格差はさらに広がった
また18章より極限スキルが導入されたことにより、さらに模倣スキルの追加枠が増えその結果一合戦で1000万銅銭（取引上限額)を稼ぐことも可能となった
兵一今川問題
17章において追加された覇今川義元の初期スキル効果(武将攻撃力を三倍にする)により、兵を積まなくても十分な攻撃力を出すことが可能となり
兵一での攻撃は一時期が流行した　攻撃側の被害は最大4であるのに対し防御側の被害は最大で100000近くに上る場合もあり
持つもの持たざるものの差が大きく開いた
しかし、新たに実装された復刻版花瞬夫人や復活祭などで鈴木重幸が流通したことなどにより、流行自体は終焉へと向かった
なお、上記の二枚を持たない城主への攻撃では未だに今川が猛威を振るうこともある
ハイパーインフレ問題
現在ixa内の銅銭の価値は飽和状態である
上記の藤堂問題,津田問題,RMT業者問題などに起因するものではあると考えられる
合戦の始まりとともに取引所の相場はみるみる上がっていき、実際に欲しいものを取引所で調達できるのは刷新後合戦までの1週間前後である
運営側はこのことを問題視し公式出品(運営による素材カードなどの大量出品)などを行ったが効果こそあったが問題解決とは言い難い。
合戦時のラグ問題
　
合戦時に同じ城への同時攻撃を大量にする戦法があり、その為に大幅なラグ(時には数時間)が発生しその間何もできなくなり緊急メンテナンスになってしまうことがしばしばある。
運営は特殊スキルの種類の増加により処理に時間がかかってしまうことがあると説明して改善策も出したものの未だ解決しきったというわけではない。
また一部プレイヤーがこの事を利用し同じ城に同時に数百回の攻撃をしゲームサーバーを落とし合戦を有利に進めたという事件も起きている。多くのプレイヤーが迷惑を被ってしまったが運営側からは特に注意などはなかった。
吉川夫人問題　　　　
　
15章にて追加された姫吉川夫人の初期スキル効果(防御戦闘時敵の破壊力を20％低下)によりこのカードを5枚同時に使用することで敵の破壊を0にし戦闘に敗北しても絶対に陥落しないという戦法がある。
この戦法は防衛側の吉川夫人を4体以下にする必要があるのだが現在においては最大HPが200と負傷しにくく兵士被害減少スキルの増加により壊滅もしにくくなっている。HPはデッキ上武将のHP回復速度が上昇する効果のスキルを大量に所持することで数秒で全回復する上、兵士被害も万端の用人や兵站効果などの加勢時に兵士をすることができる効果などによりすぐに補充できてしまうため対策は少なく対策の1つともいえる同時攻撃を行うと上記のようなラグが発生してしまう。
運営側はこのことに対し未だ有効な対策をしていない。　

## 関係者
- 安次嶺佑太-プロデューサー
- 藤井聖士 - プロデューサー
- 久保田紀之 - プロデューサー（ヤフー）
- 齋田友徳 - プロデューサー（ヤフー）
- 椎葉忠志 - プロデューサー（ワンナップ）
- 岡山博紀 - ディレクター
- 鹿野秀介 - ディレクター（ワンナップ）
- 田所宰 - プロモーションディレクター
- 李潤玉 - アシスタントディレクター
- 渡辺泰仁 - エグゼクティブプロデューサー
- 黒坂修平 (PAX JAPONICA GROOVE) - テーマソング「彩り -once upon a time-」コンポーザー

## 関連作品
戦国ixaを元にしたソーシャルゲーム。
- 戦国IXA 千万の覇者
- 戦国IXA21

戦国IXAを元にしたCD。購入特典として武将カードのシリアルコードが付いた。
- 戦国IXA 戦人奏乱-出陣-（サウンドトラックCD）

楽曲制作：PAX JAPONICA GROOVE、水田直志、鈴木光人らをはじめとするスクウェア・エニックスのコンポーザー陣。
- 戦国IXA ドラマCD -絆-

キャスト：立花慎之介（織田信長役）、下野紘（徳川家康・松平元信・竹千代役）、鈴村健一（犬千代役）、水島大宙（今川義元役）、新井里美（於大の方役※ナレーション） 他
- 戦国IXA ドラマCD -絆- 其ノ弐

キャスト：下野紘（徳川家康役）、石川界人（本多忠勝役）、古川慎（榊原康政役）、立花慎之介（織田信長役）、鈴村健一（前田利家役）、小杉十郎太（武田信玄役）、羽多野渉（山県昌景役）、豊永利行（中根正照役）、三浦祥朗（夏目吉信役）、新垣樽助（鈴木久三郎役）、赤羽根健治（平手汎秀役）、新井里美（於大の方役※ナレーション）
スクウェア・エニックス刊行の漫画作品の登場人物が武将カードとして登場している。
- 戦國ストレイズ（七海慎吾） - 草薙かさね、織田信長、丹羽長秀、佐々成政、前田利家、池田恒興、濃姫、斎藤道三。
- ヴァルハラ 〜本多忠勝伝〜（作：真壁太陽・原田庵十 (RA-SEN) 画：キム・ビョンジン） - 本多忠勝。
- 御指名武将真田幸村 かげろひ -KAGEROI-（浅岡しゅく） - 猿飛佐助。
- 室町学院高校生徒指導室!!（髙枝景水） - 羽柴秀吉。
- 独眼龍改（藤川祐華） - 愛姫、義姫。
- 伊達人間（宮永龍） - 猿飛佐助。